# Couteau Poignard Mle 1916

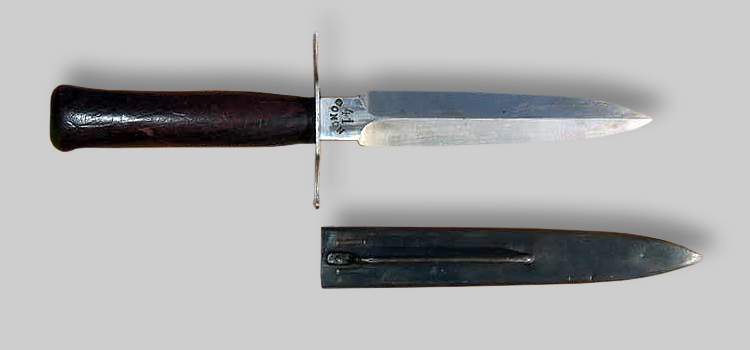

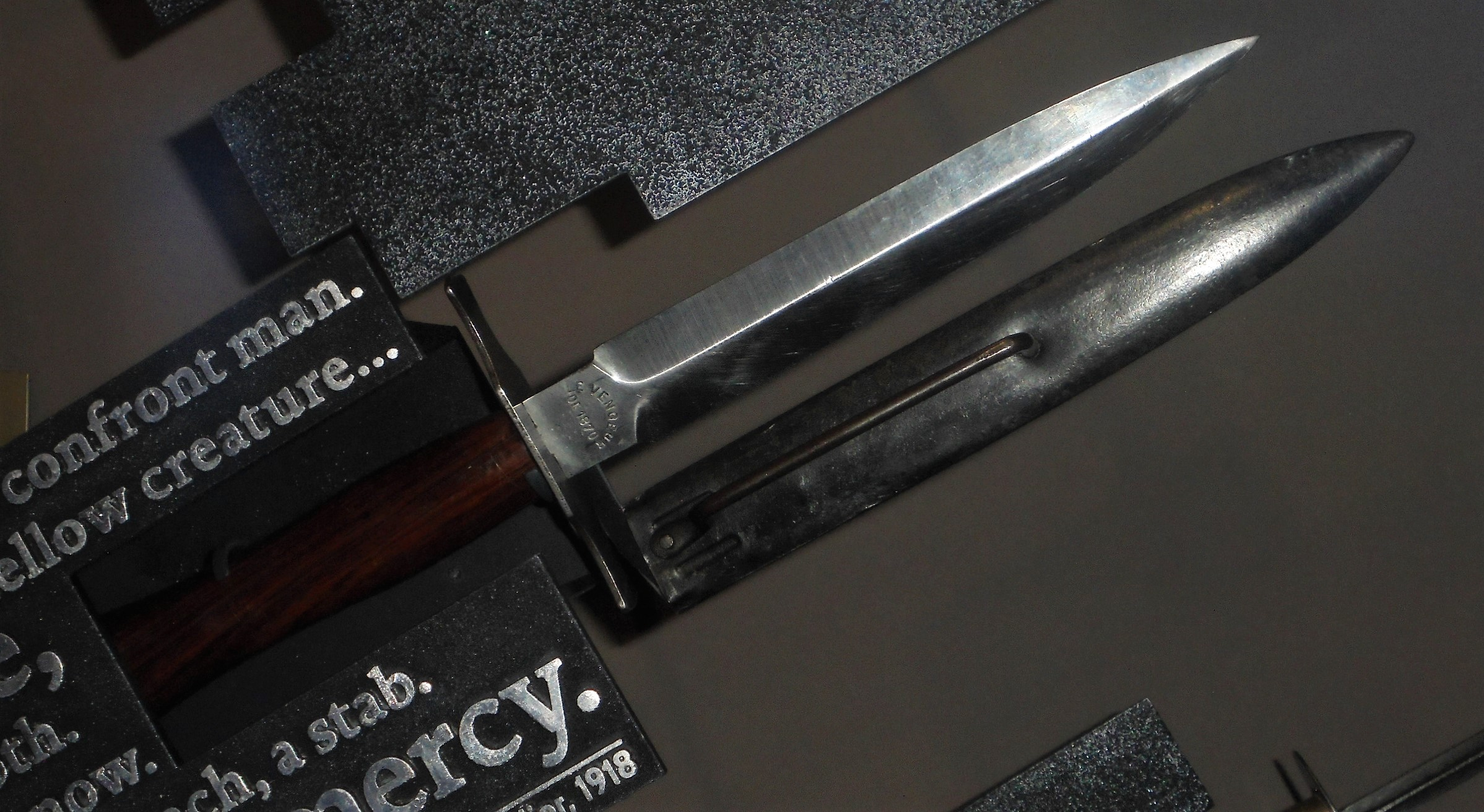
Modell mit Aufschrift "Le Vengeur de 1870"

Das Couteau Poignard Mle 1916 ist ein im Ersten Weltkrieg entwickeltes Kampfmesser, ein sog. Grabendolch. Die Waffe wurde von den Soldaten der französischen Armee für den Nahkampf verwendet. Teilweise wurde die Waffe auch Le Vengeur de 1870 (frz. für: der Rächer für 1870) genannt. Die Waffe wurde 1916 eingeführt, löste den Clou français und das Poignard de tranchée Mle 1915 ab und blieb bis 1939 in Verwendung.

## Beschreibung und Geschichte
Die Waffe ist insgesamt 28 cm lang, die Klinge ist 16,8 cm lang. Der Griff der Waffe ist aus Nussbaum und hat eine zweischneidige Klinge. Die Waffe wurde als Kampfmesser konzipiert, da die französische Armee keine vergleichbare Waffe zuvor in ihrem Bestand hatte. Die Gestaltung der Waffe galt als vorbildlich und wurde von der US-Armee als Referenz für die Konzeption weiterer Kampfmesser verwendet. Das US Kampfmesser
trench-knife M 1918 Mk I hatte eine identische Klinge.
Im Zweiten Weltkrieg konnte die Wehrmacht größere Bestände des Kampfmessers erbeuten und verwendete diese unter der Bezeichnung Do. 116 (f). Im Krieg gelangten größere Mengen des Dolches nach Norwegen und wurden hier auch von den örtlichen Soldaten nach dem Kriege genutzt. Aus diesem Grund kam auch die schwedische Armee in Besitz mehrerer Exemplare des Dolches. Für die Konstruktion des schwedischen Kampfmessers stand das französische Messer Pate.